# 沃德縣 (北達科他州)
沃德县（英語：Ward County）是位於美國北達科他州西北部的一個縣。面積5,326平方公里。根據美國2000年人口普查估計，共有人口58,795人。縣治邁諾特。
成立於1885年4月14日，縣政府成立於11月23日。縣名紀念達科他準州議員馬克·沃德。